# Acanthiza katherina
La acantiza de montaña (Acanthiza katherina) es una especie de ave de la familia Pardalotidae. Es endémica de Australia. Su hábitat natural son los trópicos, la selva tropical en la meseta de Atherton en el noreste de Queensland. No se encuentra amenazado.